# Nieszawa (województwo wielkopolskie)
Nieszawa – wieś w Polsce położona w województwie wielkopolskim, w powiecie poznańskim, w gminie Murowana Goślina. Znajduje się tu Rolnicza Spółdzielnia Produkcyjna, w której pracują mieszkańcy.
W latach 1975–1998 miejscowość położona była w województwie poznańskim.
We wsi znajduje się zespół pałacowo-folwarczny, w skład którego wchodzi m.in. neoklasycystyczny pałac z 1. połowy XIX wieku (rozbudowany w końcu stulecia), zabudowania folwarczne, dom ogrodnika oraz park krajobrazowy ze zbliżonego okresu. Wieś w XIX wieku była własnością Mielęckich, a od 1879 Von Treskowów (również po 1918). Obecnie pałac w ruinie (po zaniechanym remoncie). Park zdziczały.

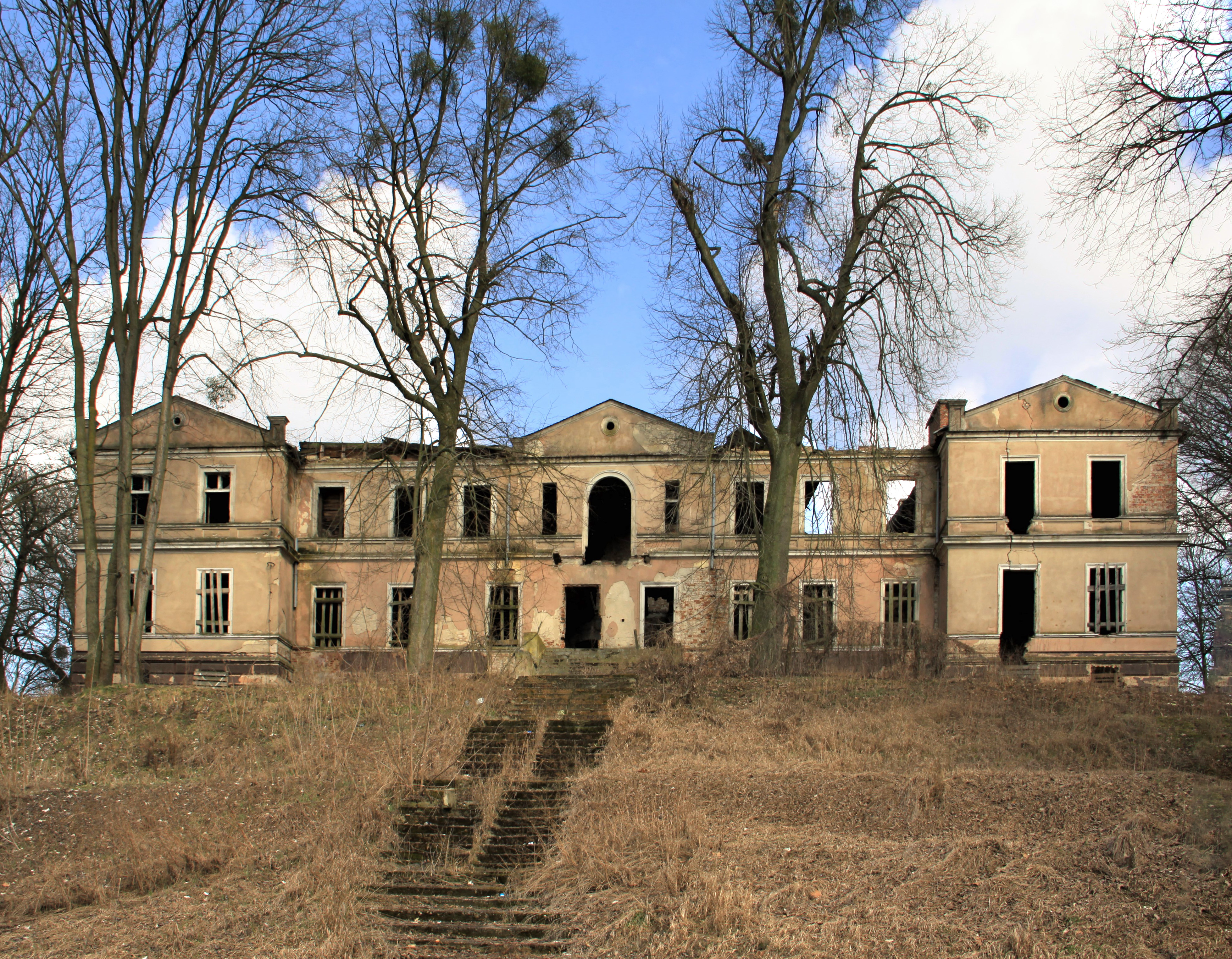
Pałac w Nieszawie od strony stawu